# Юнацька збірна України з футболу (U-15)
Юнацька збірна України (u — 15) — команда, в складі якої можуть виступати футболісти України у віці 15 років і молодше. Збирається команда під керівництвом УАФ.
Головний тренер — Олександр Ситник

## Інформація
24 травня 2016 року, збірна України серед гравців до 15 років, провела свій перший в історії матч.
Суперником стали однолітки з Чехії.
Матч завершився в нічию 2:2.
Автор першого голу Білик (49), другого Дероган (73).
Початок матчу був за господарями, які вже на 14 хвилині вели у два м'ячі, забивши голи на 7-й та 14-й хвилинах. Незважаючи на неприємний старт зустрічі, українці не здавалися та продовжували шукати щастя біла воріт суперників.
Фортуна підопічним Олега Кузнєцова посміхнулась лише в другом таймі. На 49-й хвилині Білик, а на 73-й — Дероган встановили рівновагу в матчі.
У 2019 під керівництвом Сергія Нагорняка Збірна України u-15 взяли участь в Турнірі Розвитку в м. Єриван Вірменія.
Склад збірної подано за останніми новинами на офіційному сайті УАФ.

## Поточний склад
| № | Гравець              | Клуб (у 2025)              | Дата народження | Вік | Ігор | Голів |
| - | -------------------- | -------------------------- | --------------- | --- | ---- | ----- |
|   | Дмитро Пожар         | «Динамо» (Київ)            | 2010            | 15  |      |       |
|   | Данило Сичов         | «УФК-Кривбас» (Кривий Ріг) | 2010            | 15  |      |       |
|   | Владислав Максименко | «Рух» (Львів)              | 2010            | 15  |      |       |
|   | Данило Шевчук        | «Динамо» (Київ)            | 2010            | 15  |      |       |
|   | Владислав Дзюбенко   | «Динамо» (Київ)            | 2010            | 15  |      |       |
|   | Максим Мисюра        | «Шахтар» (Донецьк)         | 2010            | 15  |      |       |
|   | Кирило Савченко      | «Шахтар» (Донецьк)         | 2010            | 15  |      |       |
|   | Костянтин Кислянка   | «Рух» (Львів)              | 2010            | 15  |      |       |
|   | Микита Богатир       | «Шахтар» (Донецьк)         | 2010            | 15  |      |       |
|   | Ілля Яблонський      | «Спортинг» (Лісабон)       | 2010            | 15  |      |       |
|   | Ілля Бирладяну       | «Шахтар» (Донецьк)         | 2010            | 15  |      |       |
|   | Кирило Ротар         | «Шахтар» (Донецьк)         | 2010            | 15  |      |       |
|   | Данило Дячок         | «Динамо» (Київ)            | 2010            | 15  |      |       |
|   | Всеволод Борисов     | Динамо (Київ)              | 2010            | 15  |      |       |
|   | Артем Валігурський   | Динамо (Київ)              | 2010            | 15  |      |       |
|   | Захар Осьмухін       | «Динамо» (Київ)            | 2010            | 15  |      |       |
|   | Дмитро Медьченко     | «Шахтар» (Донецьк)         | 2010            | 15  |      |       |
|   | Мирослав Доник       | «ЛНЗ» (Черкаси)            | 2010            | 15  |      |       |
|   |                      |                            |                 |     |      |       |